# Eorl Mladi
Za Temnega vilina, očeta Maeglina, glej Ëol.
Eorl Mladi je bil vodja rohirrimskih plemen in prvi kralj Rohana v Tolkienovi mitologiji. Jezdil je krilatega Felarofa, očeta vseh konjev.